# Otrovna pečurka
Otrovna pečurka, poznata i kao karbolova pečurka ili žuto pjegava pečurka (lat. Agaricus xanthodermus) je otrovna gljiva iz porodice pečurki (Agaricaceae). 

## Opis
- Klobuk otrovne pečurke je širok od 5 do 15 centimetara, najprije polukuglasto zvonolik, zatim spljošten, slabo mesnat, bijel, gladak, ponekad je čehast; u sredini može biti smećkast, na dodir ubrzo postane žučkast.
- Listići su gusti, nejednako dugi, najprije imaju crvenkasti ton koji s vremenom prelazi u čokoladnu boju.
- Stručak je visok od 5 do 15 centimetara i do 2 centimetra debljine, cilindričan i dosta vitak, često puta zakrivljen i na dnu zadebljan, bijel, svilenast i gladak, najprije pun pa cjevasto šupalj; nosi čvrst i trajan vjenčić koji je s donje strane vidljivo čehast.
- Meso je u pravilu bijelo, na presjeku prelazi lagano u žutu boju, što je osobito vidljivo i svojstveno na dnu stručka; kalijevim karbonatom i anilinom oboji se narančastožuto, miriše na tintu ili karbolnu kiselinu, što naročito dolazi do izražaja pri toplinskoj obradi (kuhanju).
- Spore su ovalne, smeđe boje, 5 - 7 x 3 – 4 μm.

## Kemijske reakcije
Meso i kožica klobuka s anilinom i kalijevom lužinom postaju narančastožuti, dok meso s fenolom za nekoliko minuta postaje crveno, a meso osnove stručka s gvajakolom oboji se zelenoplavo. 

## Stanište
Raste u razbacanim skupinama ljeti i u jesen po parkovima, uz putove, rubove livada i po žbunju. 

## Upotrebljivost
Otrovna pečurka je otrovna (gastrointestinalni sindrom trovanja).

## Sličnosti
U literaturi je zapisano da je ta gljiva otrovna. Međutim, neki podaci govore da postoje i jestivi oblici. Stoga treba izbjegavati tu vrstu i osobito treba paziti da se ne zamijeni s jestivom livadnom pečurkom (lat. Agaricus campestris). Dovoljno je da se u slučaju sumnje uzdužno presiječe stručak. Ako stručak požuti, onda ste zasigurno ubrali pečurku. Prema tome, treba biti naročito oprezan prilikom skupljanja svih vrsta jestivih pečurki. 

## Slike
|  |  |  |  |  |
|  |  |  |  |  |